# Casamento entre pessoas do mesmo sexo
Casamento entre pessoas do mesmo sexo, também conhecido como casamento homoafetivo ou casamento igualitário, é o casamento entre duas pessoas do mesmo sexo ou gênero, celebrado em cerimônia civil ou religiosa. Existem registros de casamento entre pessoas do mesmo sexo que datam do século I. Na era moderna, a igualdade no casamento foi concedida pela primeira vez a casais do mesmo sexo nos Países Baixos em 1º de abril de 2001. Em 2025, o casamento entre pessoas do mesmo sexo era legalmente realizado e reconhecido em 38 países (seja em todo o país ou em algumas jurisdições locais), sendo o mais recente a Tailândia (2025). Em contraste, 33 países (em 2021) têm definições de gênero para casamento em suas constituições que evitam o casamento homoafetivo, a maioria delas promulgadas nas últimas décadas como "medida preventiva". Alguns outros países impuseram a lei islâmica constitucionalmente, que geralmente é interpretada como uma proibição do casamento homoafetivo. Em alguns países, a própria homossexualidade é criminalizada.
A igualdade no casamento tem variado de acordo com a jurisdição e surgiu por meio de mudanças legislativas, decisões judiciais e pelo voto popular direto (via referendos). O reconhecimento do casamento igualitário é considerado um direito humano e civil, bem como uma questão política, social e religiosa. Os defensores mais proeminentes do casamento homoafetivo são organizações de direitos humanos e as comunidades médica e científica, enquanto os oponentes mais proeminentes são grupos religiosos fundamentalistas. As pesquisas mostram um apoio continuamente crescente ao reconhecimento do casamento igualitário em todas as democracias desenvolvidas e em algumas democracias em desenvolvimento.
Estudos científicos mostram que o bem-estar financeiro, psicológico e físico dos homossexuais é melhorado pelo casamento e que os filhos de pais homoafetivos se beneficiam de serem criados por tais casais em uma união marital reconhecida por lei e apoiado por instituições sociais. Pesquisas de ciências sociais indicam que a exclusão de homossexuais do casamento estigmatiza e convida à discriminação contra eles, com pesquisas também repudiando a noção de que a civilização ou as ordens sociais viáveis dependem da restrição do casamento a heterossexuais.
O casamento igualitário pode apoiar àqueles em relacionamentos homossexuais comprometidos com serviços governamentais relevantes e fazer demandas financeiras comparáveis àquelas exigidas daqueles em casamentos do sexo oposto, e também lhes dá proteções legais, como direitos de herança e de visita ao hospital.  A oposição ao casamento entre pessoas do mesmo sexo é baseada em alegações como a de que a homossexualidade é antinatural e anormal, que o reconhecimento de uniões do mesmo sexo promoverá a homossexualidade na sociedade e que as crianças ficam melhor quando criadas por casais heterossexuais. Essas afirmações são refutadas por estudos científicos, que mostram que a homossexualidade é uma variação natural e normal da sexualidade humana e que a orientação sexual não é uma escolha. Muitos estudos mostraram que os filhos de casais do mesmo sexo se saem tão bem quanto os filhos de casais do sexo oposto; alguns estudos mostraram até benefícios em ser criado por casais do mesmo sexo.

## História

### Antiguidade

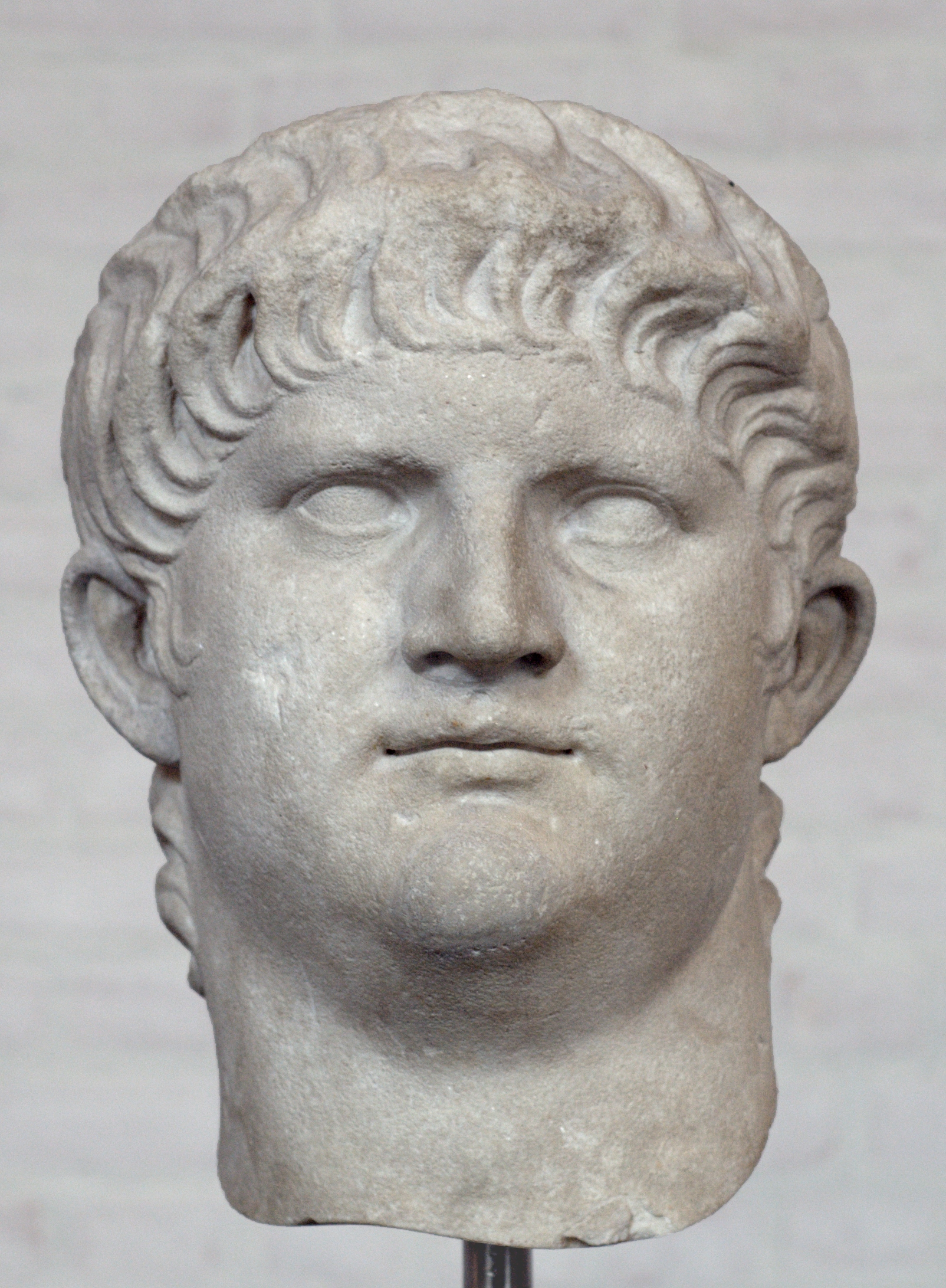
Nero foi o primeiro imperador romano a casar-se com uma pessoa do mesmo sexo: o jovem Esporo, castrado por ordem do monarca e que era tratado como sua esposa, vestindo-se como uma imperatriz e beijando-o em público

Vários tipos de casamentos do mesmo sexo têm existido e vão desde relações informais não sancionadas a uniões altamente ritualizadas.
No sul da província chinesa de Fujian, durante o período da dinastia Ming, as mulheres comprometiam-se em contratos com outras mulheres mais jovens em elaboradas cerimônias. Os homens também entravam em acordos similares. Este tipo de arranjo ocorreu de forma semelhante na história da Europa antiga.
Um exemplo de parceria doméstica igualitária masculina do início do período da dinastia Zhou, na China, está registrado na história do Pan Zhang e Zhongxian Wang. Embora a relação tenha sido claramente aprovada pela comunidade em geral e ter sido comparada ao casamento heterossexual, não envolveu uma cerimônia religiosa que vincule o casal.
A primeira menção histórica da realização de casamentos do mesmo sexo ocorreu durante o início do Império Romano. Por exemplo, relata-se que o imperador Nero envolveu-se em uma cerimônia de casamento com um jovem chamado Esporo, castrado por ordem sua e tratado como mulher; e há a remota possibilidade de que tenha também se casado com Pitágoras, um de seus escravos. O imperador Heliogábalo era "casado" com um escravo chamado Hiérocles. Note-se, no entanto, que o conubium existia apenas entre um Romanus Civis e uma Romana Civis (isto é, entre um cidadão romano do sexo masculino e uma cidadã romana), de modo que um casamento entre dois homens romanos (ou com um escravo) não tinha legitimidade jurídica no direito romano (com exceção, provavelmente, a partir da vontade arbitrária do imperador nos dois casos mencionados acima).
Além disso, o "matrimonium" era uma instituição que envolvia uma mãe, mater. A ideia implícita na palavra é a de que um homem toma uma mulher em casamento, in matrimonium ducere, de modo que ele pode ter filhos com ela. Apesar da falta de validade jurídica, há um consenso entre os historiadores modernos de que relacionamentos do mesmo sexo existiam na Roma antiga, mas a frequência exata e a natureza dessas uniões durante esse período são obscuras.
Em 342, no entanto, os imperadores cristãos Constâncio II e Constante I emitiram uma lei no Código de Teodósio (C. Th. 9.7.3) que proibia o casamento homossexual em Roma e ordenava a execução daqueles que assim o fizessem.
Um casamento homossexual entre dois homens, Pedro Díaz e Muño Vandilaz, no município galego de Rairiz de Veiga, na atual Espanha, ocorreu em 16 de abril de 1061. Eles foram casados por um padre de uma pequena capela. Os documentos históricos sobre o casamento na igreja foram encontrados no Mosteiro de San Salvador de Celanova.

### Período contemporâneo

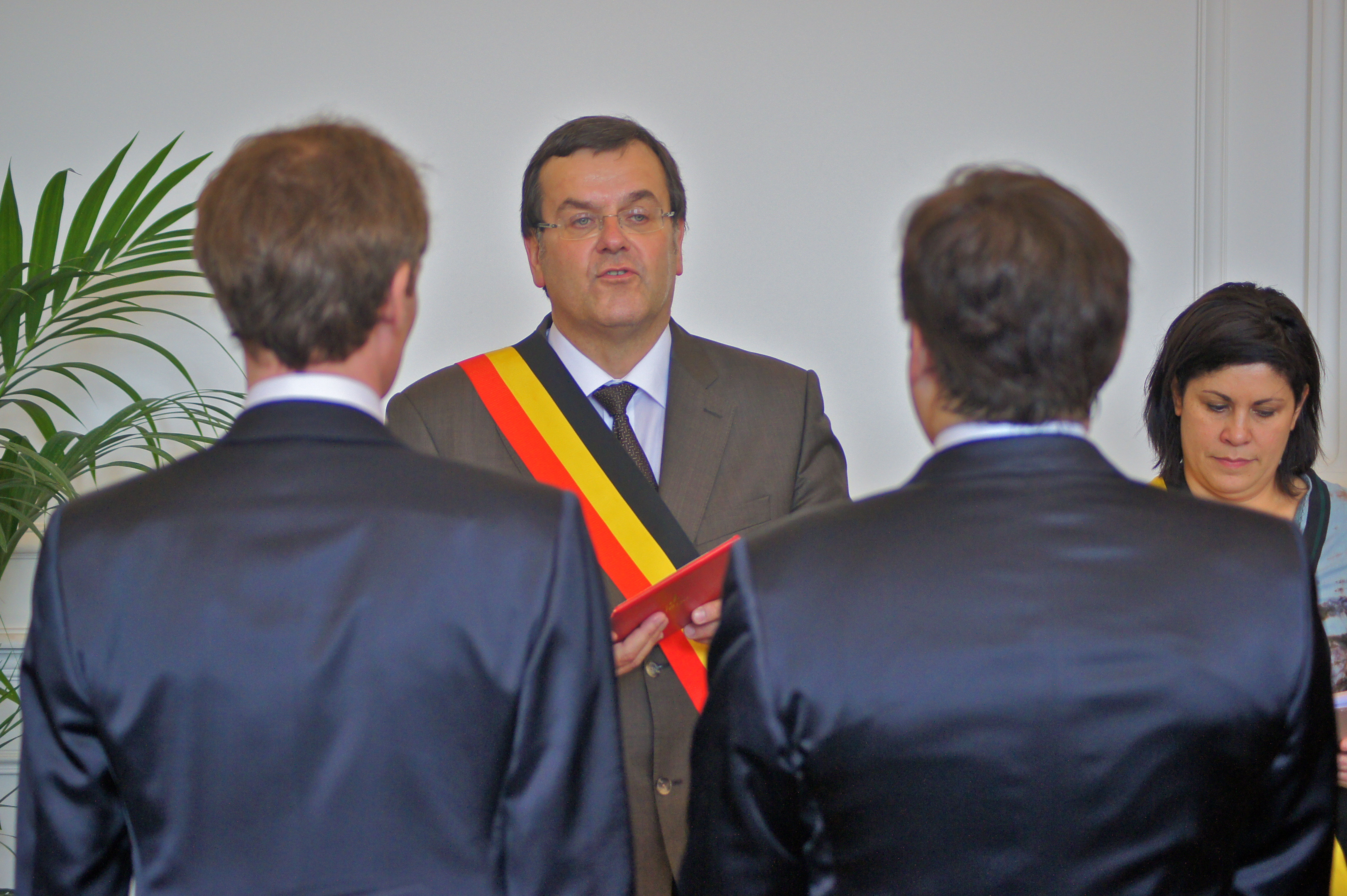
Um casal homossexual se casando na cidade belga de Liège

Em 2001, os Países Baixos tornaram-se o primeiro país do mundo a conceder o direito ao casamento aos casais do mesmo sexo. Desde então, casamentos homossexuais também foram concedidos e mutuamente reconhecidos pela Bélgica (2003), Espanha (2005), Canadá (2005), África do Sul (2006), Noruega (2009), Suécia (2009), Portugal (2010),. Islândia (2010), Argentina (2010), Brasil (2013), Uruguai (2013) , França (2013), Nova Zelândia (2013), Inglaterra, Escócia e País de Gales (2014), Luxemburgo (2015), Estados Unidos (2015), Irlanda (2015), Colômbia (2016), Finlândia (2017), Malta (2017), Alemanha (2017), Austrália (2017), Áustria (2019), Taiwan (2019), Equador (2019), Irlanda do Norte (2020), Costa Rica (2020), Chile (2022), Suíça (2022), Eslovênia (2022), Andorra (2022), Cuba (2022), México (2022), Estônia (2023), Grécia (2024), Nepal (2024), Liechtenstein (2025) e Tailândia (2025). Em 2013, cerca de 1 bilhão de pessoas (ou 15% da população mundial) viviam em áreas que reconhecem o casamento homossexual ou transexual.

## Por país
| Homossexualidade ilegal:                                                                 |
| Pena de morte                                                                            |
| Prisão; pena de morte não posta em prática                                               |
| Morte sob milícias                                                                       |
| Prisão, com encarceramento ou detenção                                                   |
| Prisão, mas não posto em prática1                                                        |
| Homossexualidade legal:                                                                  |
| Casamento igualitário                                                                    |
| Reconhecimento de casamentos feitos em outras jurisdições                                |
| Reconhecimento limitado (de residentes estrangeiros)                                     |
| Sem reconhecimento legal, mas algumas instituições oferecem certificação não vinculativa |
| Reconhecimento de uniões:                                                                |
| União civil                                                                              |
| Coabitação não registrada                                                                |
| Nenhum                                                                                   |
| Restrições à liberdade de expressão                                                      |

No fim da década de 1990 e no começo da década de 2000, foram motivo de debate em vários países as tentativas de legalizar ou banir o casamento entre pessoas do mesmo sexo.

### Países Baixos
Os Países Baixos foram o primeiro país a estender suas leis de matrimônio para incluir casais de mesmo sexo, seguindo a recomendação da comissão especial criada para investigar o assunto em 1995.  A lei de casamento igualitário foi aprovada na Câmara dos Deputados e no Senado no ano 2000, ganhando efetividade no dia 1 de abril de 2001.
Nas municipalidades neerlandesas especiais do Caribe de Bonaire, Sint Eustatius and Saba, o casamento é possível para casais de mesmo sexo. A lei que permitiu o casamento entre pessoas de mesmo sexo foi aprovada e ganhou efetividade no dia 10 de outubro de 2012. Os países caribenhos de Aruba, Curaçao e São Martinho, que completam o resto do Reino dos Países Baixos, não performam casamentos entre pessoas do mesmo sexo, mas reconhecem os performados em outras localidades.

### Bélgica
A partir de 1998, o parlamento belga ofereceu direitos limitados aos casais do mesmo sexo por meio de parcerias registradas. Casais do mesmo sexo podiam se registrar com um escrivão municipal e assumir formalmente a responsabilidade conjunta por uma família. Cinco anos depois, em janeiro de 2003, o parlamento belga legalizou o casamento entre pessoas do mesmo sexo, dando aos casais homossexuais os mesmos direitos fiscais e de herança que os casais heterossexuais.
O apoio à lei veio tanto da região flamenga quanto da Valônia. A lei gerou surpreendentemente pouca controvérsia em todo o país. O Partido Democrata Cristão, há muito dominante, tradicionalmente aliado da Igreja Católica, estava fora do poder quando o parlamento aprovou a medida.
A lei de 2003 permitiu o casamento de casais belgas do mesmo sexo e reconheceu como casados aqueles de outros países onde o casamento do mesmo sexo era legal. Essas disposições foram ampliadas em 2004 para permitir que qualquer casal do mesmo sexo se casasse, desde que um dos membros do casal tivesse vivido na Bélgica por pelo menos três meses. Em 2006, o parlamento também concedeu aos parceiros do mesmo sexo o direito de adotar crianças.

### Canadá

Situação das leis sobre o matrimônio igualitário por país e estado na América do Norte:
Casamento entre pessoas do mesmo sexo
Outro tipo de união, com, pelo menos, uma resolução judicial que apoia a igualdade de casamento
Reconhecimento de casamentos homossexuais realizados em outras regiões mas casamento não é realizado
Casamentos vão à julgamento, a legalização é exigida pelo governo do estado

Os casais do mesmo sexo no Canadá obtiveram a maioria dos benefícios legais do casamento em 1999, quando os governos federal e provincial estenderam a união estável aos casais homossexuais. Por meio de uma série de processos judiciais iniciados em 2003, o casamento entre pessoas do mesmo sexo tornou-se gradualmente legal em nove das treze províncias e territórios do país. Em 2005, o parlamento canadense aprovou uma legislação que tornou o casamento entre pessoas do mesmo sexo legal em todo o país. Em 2006, os legisladores derrotaram uma tentativa do governante Partido Conservador do Canadá de reconsiderar a questão, deixando a lei inalterada.

### Espanha
O parlamento espanhol, estreitamente dividido, legalizou o casamento entre pessoas do mesmo sexo em 2005, garantindo direitos idênticos a todos os casais, independentemente da orientação sexual. A nova medida acrescentou linguagem neutra à lei de casamento existente, que agora diz: “O casamento terá os mesmos requisitos e resultados quando as duas pessoas que celebram o contrato são do mesmo sexo ou de sexos diferentes”.
As autoridades do Vaticano, assim como a Conferência dos Bispos Espanhóis Católicos, criticaram fortemente a lei e grandes multidões se manifestaram em Madrid a favor e contra a medida. Depois que a lei entrou em vigor, o tribunal constitucional do país rejeitou as contestações de dois juízes de tribunais municipais que haviam recusado a licença de casamento para casais do mesmo sexo. O tribunal superior decidiu que os juízes dos tribunais inferiores não tinham legitimidade para propor as ações.

### África do Sul

Situação das leis sobre o matrimônio igualitário na África:
Casamento entre pessoas do mesmo sexo reconhecido por lei
Outros tipo de união ou casamento não-reconhecido
Não reconhecimento de casais homossexuais
Não penalizado ou incerto
Penalidade legal
Prisão perpétua
Pena de morte

O parlamento sul-africano legalizou o casamento entre pessoas do mesmo sexo em novembro de 2006, um ano depois que a mais alta corte do país decidiu que as leis de casamento anteriores violavam a garantia de direitos iguais da constituição sul-africana. A nova lei permite que instituições religiosas e oficiais civis se recusem a realizar cerimônias de casamento do mesmo sexo, uma disposição que os críticos alegam violar os direitos dos casais do mesmo sexo segundo a constituição.
A nova medida foi aprovada por uma margem de mais de cinco para um, com o apoio tanto do Congresso Nacional Africano no governo quanto do principal partido da oposição, a Aliança Democrática. No entanto, o monarca tradicional do povo Zulu, que representa cerca de um quinto da população do país, afirma que a homossexualidade é moralmente errada.

### Noruega

Leis sobre uniões entre homossexuais na Europa:
Casamento homossexual reconhecido
Uniões civis reconhecidas
Coabitação homossexual reconhecida
Não reconhecido ou status desconhecido
Casamento homossexual proibido

Desde janeiro de 2009, os homossexuais na Noruega podem legalmente se casar, adotar crianças e se submeter à procedimentos de inseminação artificial. A nova lei, que foi aprovada em 2008, substituiu uma lei de 1993 que permitia as uniões civis. Apesar de aprovada, sofreu fortemente resistência de membros do Partido Democrata Cristão e do Partido do Progresso, bem como de uma controvérsia pública sobre o financiamento estatal para tratamentos de fertilidade para casais de lésbicas. O maior grupo religioso do país, a Igreja da Noruega, afiliada aos luteranos, votou inicialmente pela proibição de seus pastores de realizarem casamentos do mesmo sexo. Mas a Igreja da Noruega mudou de curso e começou a realizar casamentos do mesmo sexo no início de 2017.

### Suécia
Em abril de 2009, o Parlamento da Suécia votou por uma maioria esmagadora na legalização do casamento entre pessoas do mesmo sexo. A união civil era aceita desde 1995. A lei de 2009 permite que pessoas do mesmo sexo se casem em cerimônias religiosas e civis, mas não exige que o clero oficie em tais cerimônias. A Igreja Luterana da Suécia, à qual pertencem cerca de três quartos de todos os suecos, ofereceu bênçãos para parcerias do mesmo sexo desde janeiro de 2007. Em outubro de 2009, o conselho administrativo da Igreja votou para permitir que seu clero oficiasse cerimônias de casamento a pessoas do mesmo sexo.

### Islândia
Uma medida que legaliza o casamento entre pessoas do mesmo sexo foi aprovada pelo legislativo islandês em junho de 2010. As pesquisas de opinião pública antes da votação indicavam amplo apoio à medida e nenhum membro da legislatura do país votou contra. A Islândia permitiu que casais do mesmo sexo se registrassem como parceiros domésticos desde 1996. Uma década depois, o parlamento aprovou uma medida que permite que casais homossexuais adotem crianças.
Depois que a nova lei entrou em vigor, no final de junho de 2010, a primeira-ministra do país, Johanna Sigurdardottir, casou-se com sua parceira de longa data, Jonina Leosdottir, tornando-se uma das primeiras pessoas a se casar sob o estatuto.

### Portugal

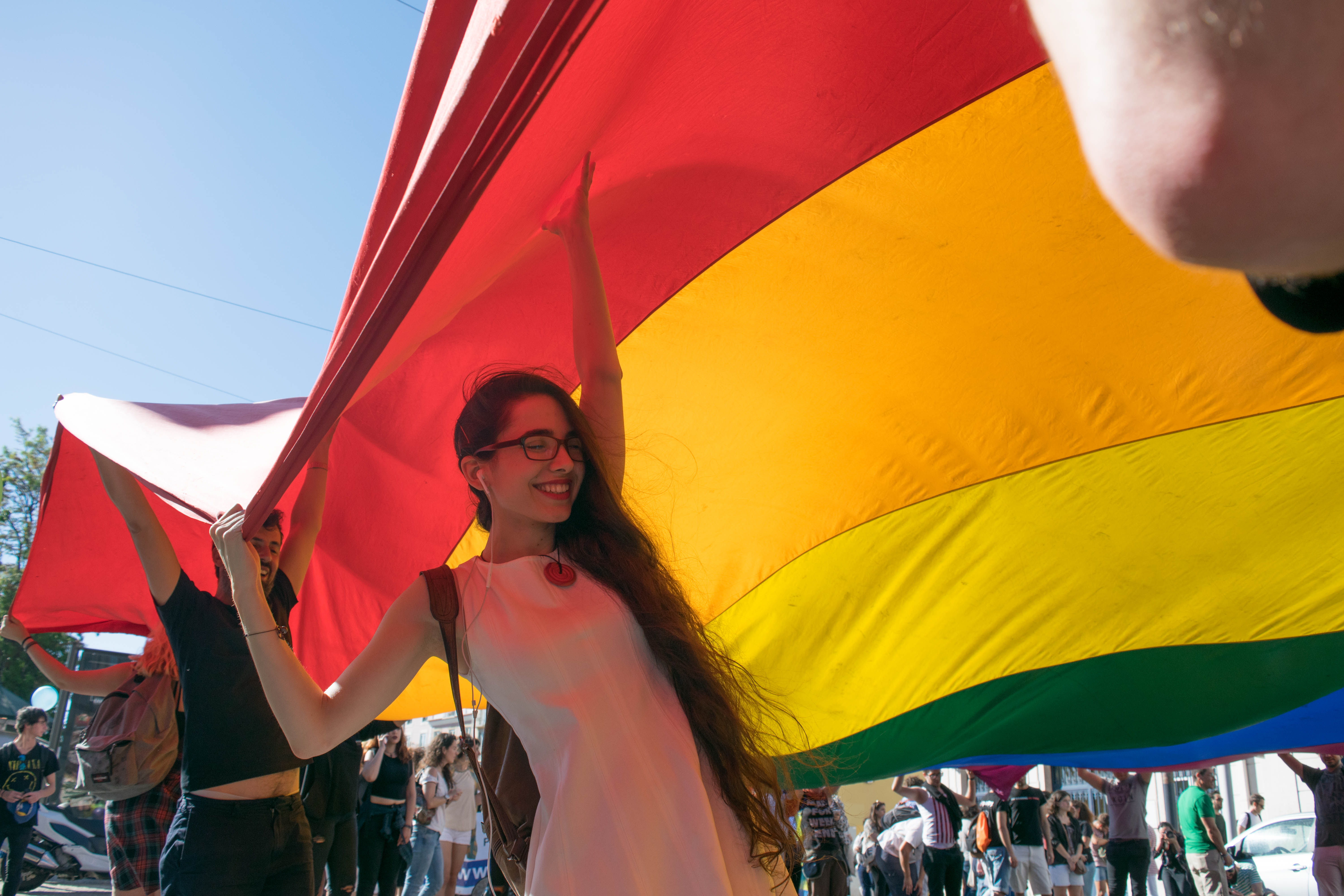
Parada gay de Lisboa em 2016

A Assembleia da República aprovou com 126 votos a favor, 97 contra e 7 abstenções, no dia 8 de janeiro de 2010, o acesso ao casamento civil entre pessoas do mesmo sexo, com exclusão da adoção. A lei foi aprovada na especialidade no dia 11 de fevereiro de 2010 e analisada pelo Tribunal Constitucional, que não viu problemas de constitucionalidade, em 8 de abril. Em 17 de maio, o Presidente da República promulgou a lei. Deste modo, Portugal passou a ser o oitavo país do mundo a realizar em todo território nacional casamentos civis entre pessoas do mesmo sexo, juntando-se aos Países Baixos, Espanha, Bélgica, África do Sul, Canadá, Noruega e Suécia. A Islândia seguiu-se lhe no dia 11 de junho de 2010, com a lei a entrar em vigor no dia 27 de junho de 2010 e na Argentina.

### Argentina

Situação das leis sobre o matrimônio igualitário na América do Sul:
Casamento entre pessoas do mesmo sexo
União Civil
País sujeito a parecer consultivo da CIDH
Sem reconhecimento
Sem reconhecimento (casamento homossexual proibido)
Homossexualidade ilegal

A Argentina se tornou o primeiro país da América Latina a legalizar o casamento entre pessoas do mesmo sexo, em julho de 2010. Apesar da forte oposição da Igreja Católica e de igrejas evangélicas protestantes, a medida foi aprovada nas duas casas do legislativo argentino e foi sancionada pela presidente Cristina Fernández de Kirchner. A lei concede aos casais do mesmo sexo que se casam todos os direitos e responsabilidades dos casais heterossexuais, incluindo o direito de adotar crianças. Na década anterior à promulgação da lei do casamento entre pessoas do mesmo sexo, várias jurisdições locais, incluindo a capital do país, Buenos Aires, promulgaram leis que permitiam que gays e lésbicas realizassem uniões civis.

### Dinamarca
Em junho de 2012, a legislatura da Dinamarca aprovou um projeto de lei legalizando o casamento homossexual. A medida foi promulgada em lei alguns dias depois, quando a rainha Margarethe II deu seu consentimento real ao projeto de lei.
Em 1989, a Dinamarca se tornou o primeiro país a permitir que casais do mesmo sexo se registrassem como parceiros domésticos. E, em 2010, o país promulgou uma lei permitindo que casais do mesmo sexo, em parcerias registradas, tivessem o direito de adotar crianças.
Com a legalização do casamento gay, a Igreja Evangélica Luterana da Dinamarca (que é a igreja estatal) foi obrigada a permitir que casais do mesmo sexo se casem nas igrejas. No entanto, nenhum membro do clero da igreja é obrigado a realizar o casamento. Além disso, a lei deixa a cargo de outros grupos religiosos a decisão de permitir ou não casamentos de pessoas do mesmo sexo em suas igrejas.

#### Groenlândia
A Groenlândia, um território autônomo da Dinamarca, não estava sujeito à lei dinamarquesa do casamento homossexual, que foi promulgada em 2012. No entanto, os legisladores na Groenlândia aprovaram um projeto de lei em maio de 2015 para legalizar o casamento entre pessoas do mesmo sexo na maior ilha do mundo.

### Uruguai
Em 10 de Abril, a câmara baixa do Congresso do Uruguai aprovou uma legislação legalizando o casamento entre pessoas do mesmo sexo, uma semana depois que o Senado do país o fez. O presidente José Mujica sancionou o projeto de lei em 3 de maio, tornando o Uruguai o segundo país latino-americano a legalizar o casamento entre pessoas do mesmo sexo, depois da Argentina. As uniões civis eram permitidas no Uruguai desde 2008 e os casais gays e lésbicas receberam o direito de adoção em 2009.
O Uruguai está entre os países mais seculares da América Latina. Um estudo do Pew Research Center sobre o panorama religioso global em 2010 descobriu que cerca de quatro em cada dez uruguaios não são afiliados a uma religião específica. Cerca de 58% dos uruguaios são cristãos; na América Latina e Caribe como um todo, 90% da população é cristã.

### Nova Zelândia

Situação das leis sobre o matrimônio igualitário na Oceania:
Casamento entre pessoas do mesmo sexo
Reconhecimento de casamentos realizados em outras partes do país (Samoa Americana)
Não reconhecido ou status desconhecido
Casamento entre pessoas do mesmo sexo inconstitucional (Palau)
Homossexualidade ilegal, mas não aplicado
Homossexualidade ilegal

Em 17 de abril de 2013, o Parlamento da Nova Zelândia deu a aprovação final a uma medida que legalizou o casamento entre pessoas do mesmo sexo, tornando a ilha do Pacífico o décimo terceiro país do mundo e o primeiro na região Ásia-Pacífico a permitir o casamento do mesmo sexo. A medida obteve aprovação por uma margem de 77-44 na legislatura unicameral do país, incluindo o apoio do primeiro-ministro John Key, e foi assinada pelo governador-geral do país (um processo conhecido como assentimento real) em 19 de abril. A lei entrou em vigor em agosto de 2013.
Em 2005, a Nova Zelândia promulgou uma legislação permitindo a união civil. A medida de 2013 não apenas legaliza o casamento entre pessoas do mesmo sexo, mas também permite a adoção.

### França

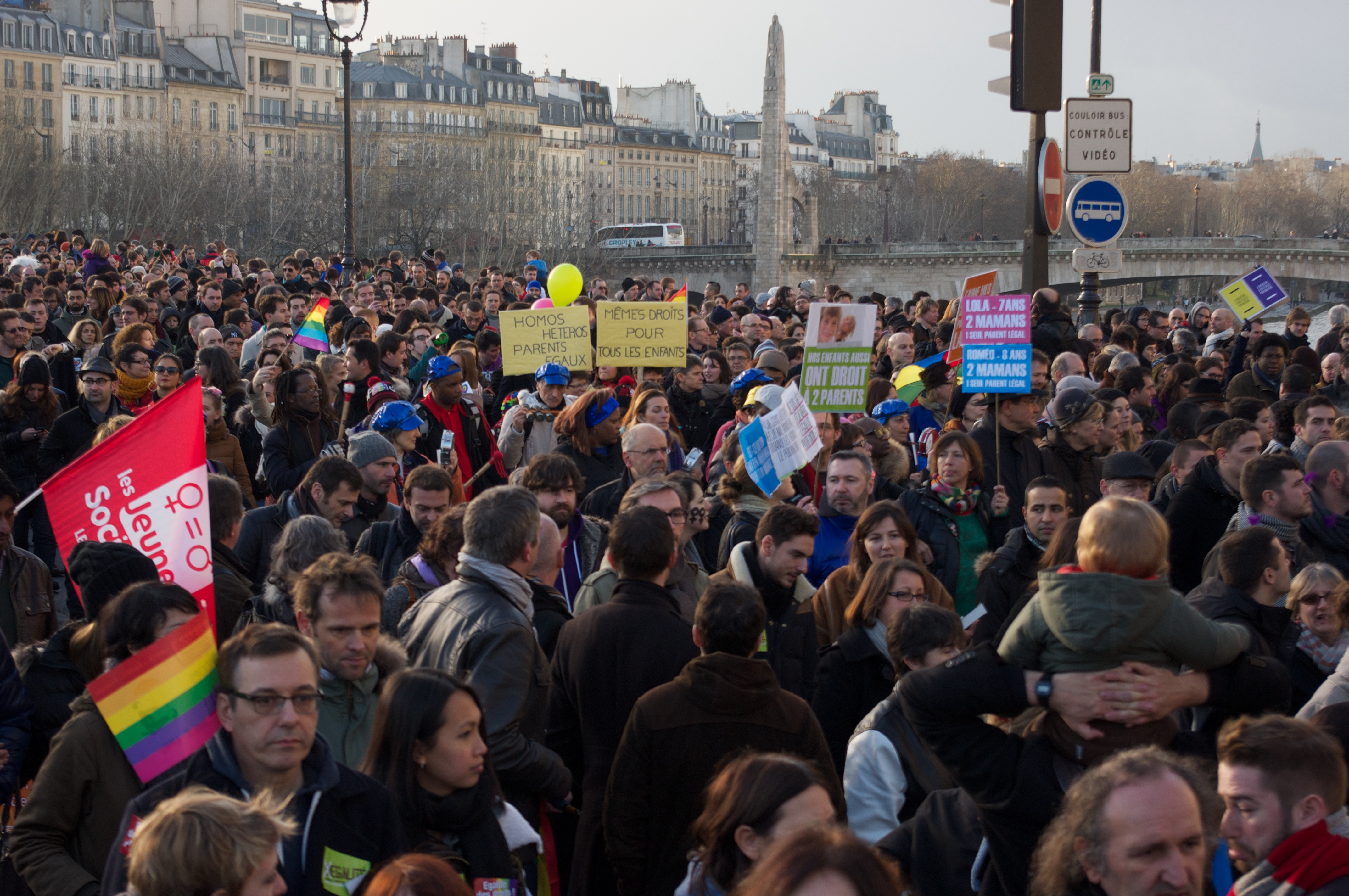
Manifestação de apoio ao casamento gay em Paris em janeiro de 2013

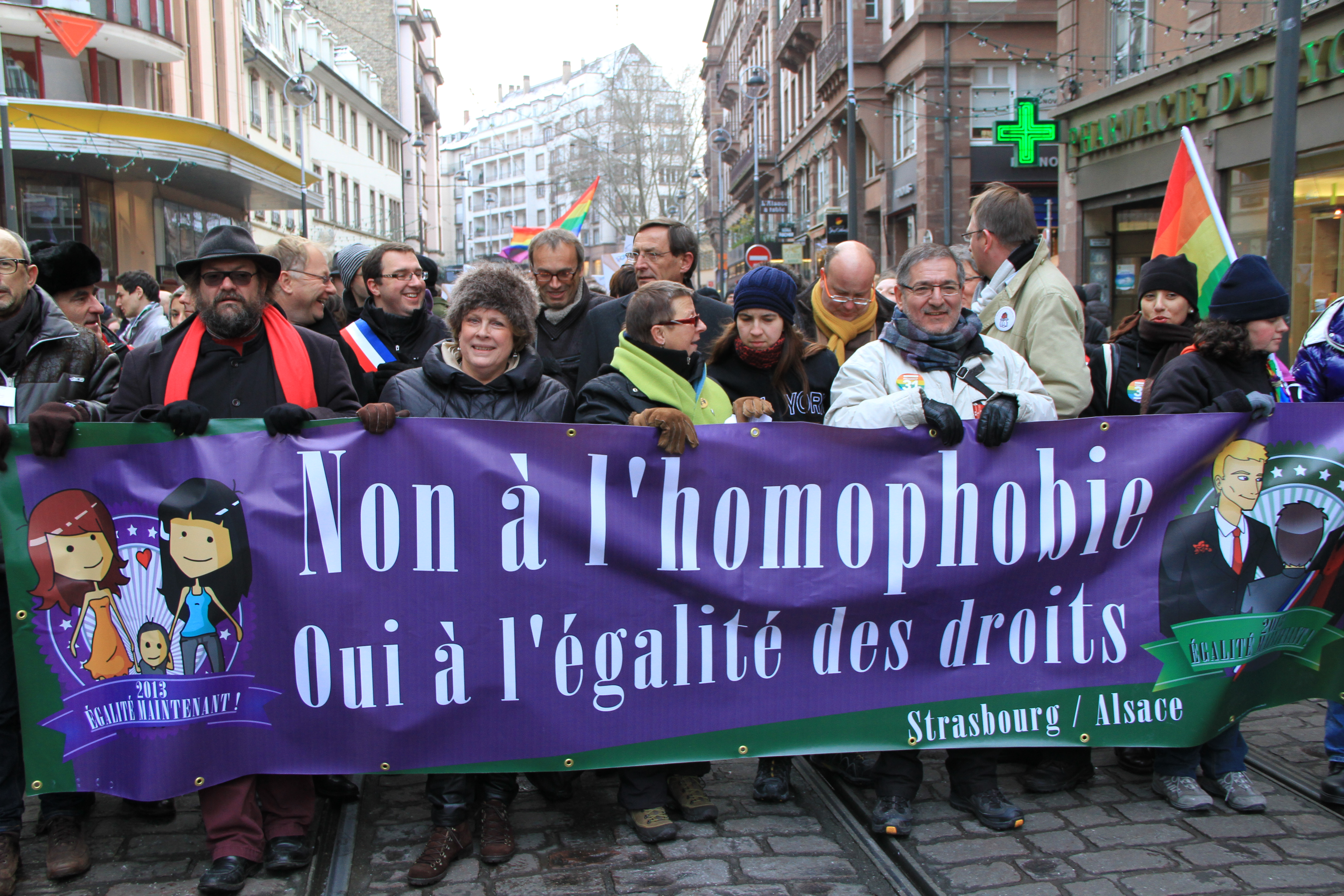
Manifestantes a favor do casamento igualitário em Estrasburgo, 2013

Em seguida a eleição de François Hollande como presidente da França, em maio de 2012, e a eleição subsequente na qual o Partido Socialista conquistou a maioria dos assentos na Assembleia Nacional Francesa, o novo primeiro-ministro Jean-Marc Ayrault declarou que um projeto de lei regularizando o casamento igualitário havia sido redigido e que passaria. O governo introduziu o projeto de lei que legalizaria o casamento entre pessoas do mesmo sexo, Projeto de Lei 404/2013, na Assembleia Nacional, em 17 de Novembro de 2012. O artigo 1º do projeto de lei definia o casamento como um acordo entre duas pessoas e foi aprovado no dia 2 de fevereiro de 2013 na sua primeira leitura por uma votação de 249–97. Em 12 de fevereiro de 2013, a Assembleia Nacional aprovou a íntegra do projeto de lei numa votação de 329–229.
No dia 12 de abril de 2013, a câmara alta (senado) do parlamento francês votou a legalização do casamento gay. No dia 23 de abril de 2013 a lei foi aprovada pela Assembleia Nacional numa votação de 331–225. A lei Nº. 404/2013 garante aos casais homossexuais vivendo na França, incluindo os estrangeiros onde pelo menos um dos parceiros tenha seu domicílio ou residência na França, o direito de se casar. A lei também permite o reconhecimento na França dos casamentos entre pessoas do mesmo sexo que aconteceram no exterior antes da efetividade da nova lei.
Após os anúncios dos resultados das votações parlamentares, houve protestos públicos organizados por aqueles que se opunham à legalização do casamento entre pessoas do mesmo sexo na França. Em Paris e Lyon, houve casos de violência entre aqueles que participavam dos protestos e a polícia devido a mobilização da direita conservadora sobre o assunto, incluindo neo-nazistas. O principal partido de direita opositor ao governo, UMP, desafiou a constitucionalidade da lei no Conselho de Constitucionalidade da França, que tinha um mês para definir se a lei se conformava com a constituição. O Conselho de Constitucionalidade já havia previamente determinado que o assunto do casamento entre pessoas do mesmo sexo deveria ser decidido pela legislatura havendo então pouca esperança para o UMP de que fosse revertida a votação do parlamento. No dia 17 de maio de 2013, foi assegurada a constitucionalidade da lei na sua redação completa pelo conselho. O Presidente Hollande assinou a lei em 18 de maio de 2013. Em 29 de maio de 2013, Vincent Aubin e Bruno Boileau tornaram-se o primeiro casal gay a se casar após a promulgação da lei do casamento homossexual na França.

### Brasil

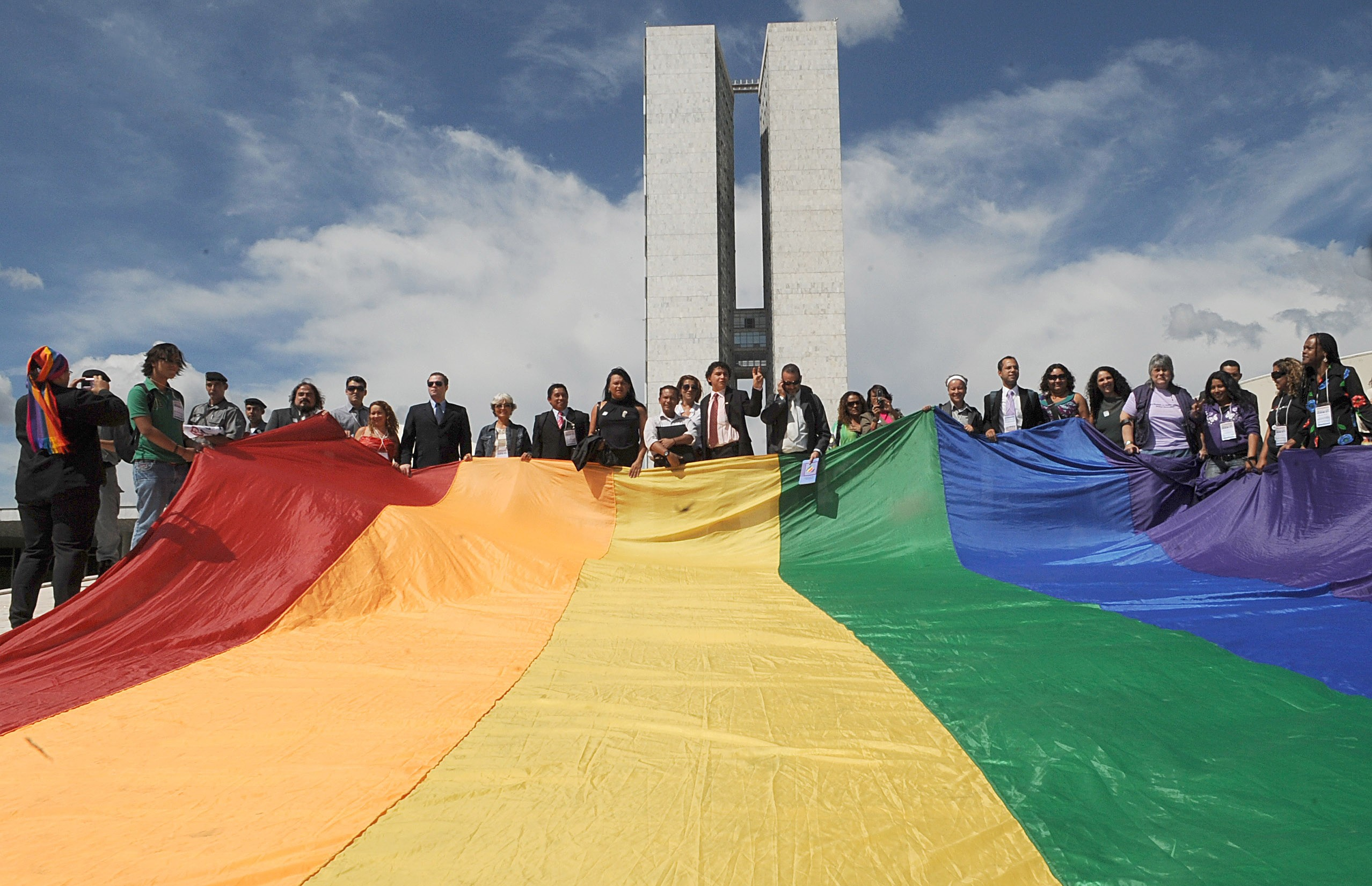
Protesto pelos direitos dos homossexuais em frente ao Congresso Nacional do Brasil, em Brasília.

Em 5 de maio de 2011, o Supremo Tribunal Federal, na ocasião do julgamento da ADIn (Ação Direta de Inconstitucionalidade) nº 4 277 e da ADPF (Arguição de descumprimento de preceito fundamental) nº 132 reconheceu, por unanimidade, a união estável entre pessoas do mesmo sexo em todo o território nacional. A decisão da corte maior consagrou uma interpretação mais ampla ao artigo 226, §3º da Constituição Federal ("Para efeito da proteção do Estado, é reconhecida a união estável entre o homem e a mulher como entidade familiar, devendo a lei facilitar sua conversão em casamento."), de modo a abranger no conceito de entidade familiar também as uniões entre pessoas do mesmo sexo, segundo as mesmas regras e com as mesmas consequências da união estável entre o homem e a mulher. O julgamento levou em consideração uma vasta gama de princípios jurídicos consagrados pela Constituição como direitos fundamentais, dentre eles: a igualdade, a liberdade e a proibição de qualquer forma de discriminação.
Em 14 de maio de 2013, o Conselho Nacional de Justiça (CNJ) aprova uma nova resolução que obriga os cartórios de todo o país a celebrar o casamento civil e converter a união estável homoafetiva em casamento. A resolução foi publicada no dia 15 de maio e entrou em vigor no dia 16 de maio.

### Reino Unido

#### Inglaterra e País de Gales
Em 17 de julho de 2013, a Rainha Elizabeth II deu seu “consentimento real” a um projeto de lei que legalizou o casamento entre pessoas do mesmo sexo na Inglaterra e no País de Gales. No dia anterior, a medida havia conquistado a aprovação final no Parlamento britânico após meses de debate. A lei só se aplicava a Inglaterra e ao País de Gales porque a Escócia e a Irlanda do Norte são regiões semiautônomas e têm órgãos legislativos separados para decidir muitas questões domésticas, incluindo a definição de casamento.

#### Escócia
Em 4 de fevereiro de 2014, o Parlamento escocês votou esmagadoramente para aprovar a legislação que legalizou o casamento entre pessoas do mesmo sexo. Além de permitir que casais do mesmo sexo se casem, a medida dá às igrejas e a outros grupos religiosos a opção de decidir se desejam ou não realizar tais casamentos. As duas maiores igrejas da Escócia - a Igreja da Escócia e a Igreja Católica Romana - se opõem ao casamento entre pessoas do mesmo sexo e fizeram lobby contra o projeto de lei. A lei entrou em vigor na Escócia em dezembro de 2014. Desde 2022, a Igreja da Escócia passou a permitir que seus ministros realizem casamentos de pessoas do mesmo gênero.

#### Irlanda do Norte
Em outubro de 2019, o casamento homossexual tornou-se legal na Irlanda do Norte. Embora a Irlanda do Norte seja constituinte do Reino Unido, com seu próprio parlamento, a mudança nas leis do casamento ocorreu devido à ação do Parlamento do Reino Unido em Londres. Os legisladores britânicos justificaram a mudança (que foi acompanhada pela legalização do aborto) porque o parlamento da Irlanda do Norte foi suspenso em janeiro de 2017 devido a um impasse entre os partidos da Irlanda do Norte. A Irlanda do Norte foi a última parte do Reino Unido onde o casamento entre pessoas do mesmo sexo era proibido. A Inglaterra e o País de Gales passaram a permitir que casais gays e lésbicas se casassem em 2013, a Escócia o fez em 2014 e a Irlanda do Norte em 2019.

### Luxemburgo
Em 18 de Junho de 2014, o parlamento de Luxemburgo, a Câmara dos Deputados, aprovou por esmagadora maioria a legislação que permite que casais de gays e lésbicas se casem e adotem crianças. O projeto de lei, que entrou em vigor no início de 2015, foi defendido pelo primeiro-ministro do país, Xavier Bettel, que é gay.
As mudanças são parte de uma grande reformulação das leis de casamento do pequeno país - a primeira grande reforma desde 1804. Além de permitir que casais do mesmo sexo se casem e adotem, a legislação estabelece a idade legal para o casamento em 18 anos e elimina a exigência até então existente, de que os casais que desejam se casar devem primeiro se submeter a um exame médico.

### Finlândia
O casamento entre pessoas do mesmo sexo tornou-se legal na Finlândia a partir de 2017. O Parlamento finlandês aprovou um projeto de lei legalizando as uniões do mesmo sexo em novembro de 2014, e o presidente da Finlândia, Sauli Niinistö, sancionou a medida em fevereiro de 2015. O projeto começou como uma iniciativa dos cidadãos - uma petição pública com 167 000 assinaturas relatadas.
A Finlândia se tornou o último dos cinco países nórdicos a legalizar o casamento entre pessoas do mesmo sexo, juntando-se à Dinamarca, Islândia, Noruega e Suécia.

### Irlanda
Em 22 de Maio de 2015, a Irlanda, de maioria católica, se tornou o primeiro país a legalizar o casamento entre pessoas do mesmo sexo por meio de um referendo popular. Mais de seis em cada dez eleitores irlandeses (62%) votaram sim para alterar a Constituição da Irlanda, onde “o casamento pode ser contraído por duas pessoas, sem distinção de sexo”.
Enquanto alguns líderes da Igreja Católica se opunham à mudança, o arcebispo de Dublin, Diarmuid Martin, escreveu um comentário no jornal The Irish Times antes do referendo, dizendo que não diria às pessoas como votar e que “não tinha vontade de abafar minhas opiniões religiosas de outras pessoas gargantas”. O primeiro-ministro irlandês Enda Kenny apoiou a campanha do “sim”.

### Estados Unidos

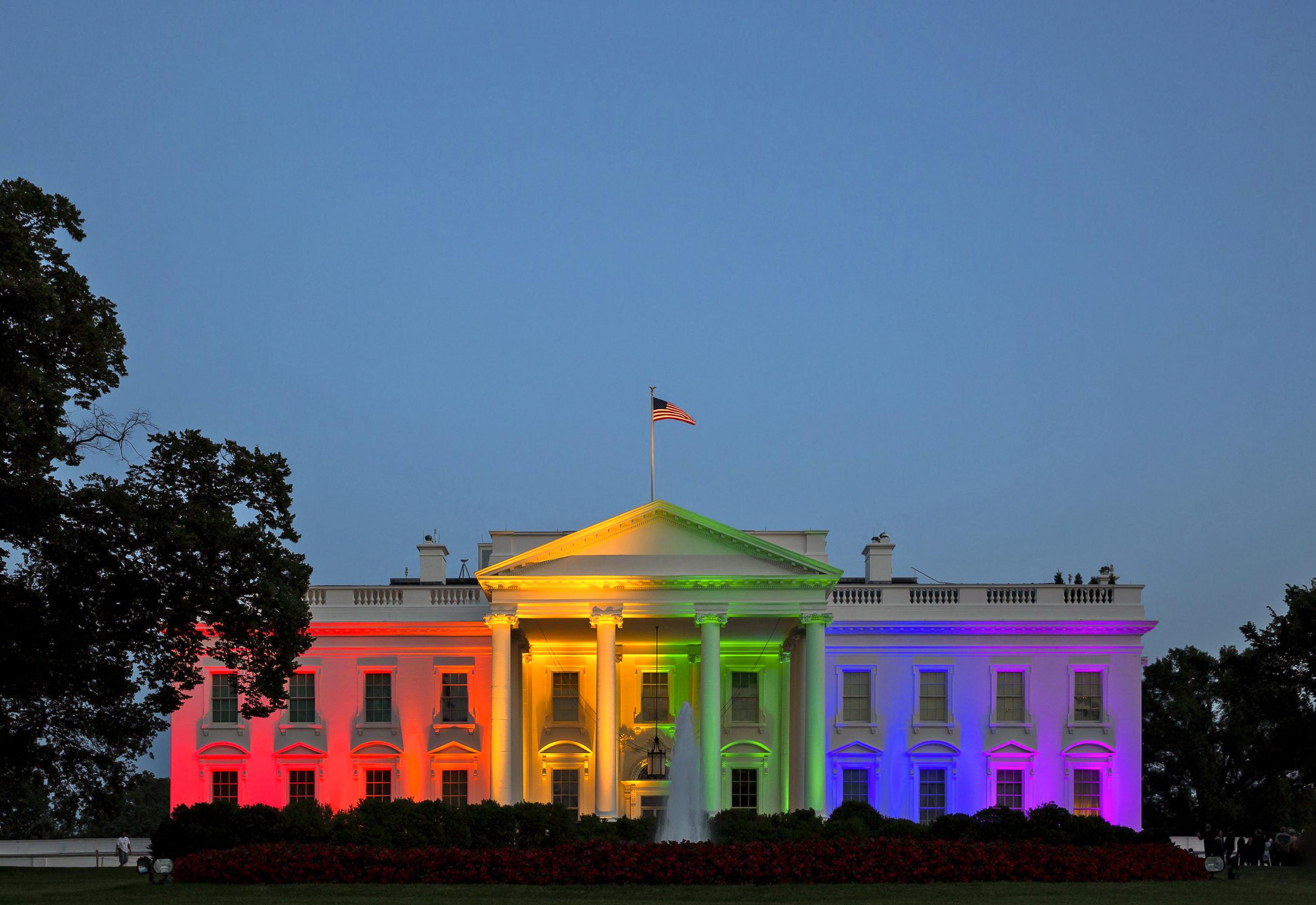
Casa Branca iluminada com as cores da bandeira arco-íris no dia da decisão da Suprema Corte

Em 26 de junho de 2015, a Suprema Corte dos Estados Unidos decidiu, por cinco votos a quatro, que os 13 estados do país que ainda proibiam o casamento homoafetivo não poderiam mais barrar este tipo de união, que então passou a ser legalizada em todo o território estadunidense. A corte afirmou que o casamento tem sido uma instituição central na sociedade desde a antiguidade, "mas ele não está isolado das evoluções no direito e na sociedade". Na decisão, a instituição máxima do judiciário norte-americano afirmou ainda que "estaria equivocado dizer que estes homens e mulheres desrespeitam a ideia de casamento... Eles pedem direitos iguais aos olhos da lei. A Constituição lhes concede este direito".
A decisão entrou em vigor imediatamente. Centenas de pessoas se reuniram nos arredores da Suprema Corte, no centro de Washington, DC, para comemorar a decisão dos juízes. O presidente Barack Obama já tinha manifestado publicamente sua postura favorável ao casamento igualitário e, no Twitter, afirmou que a aprovação é um grande passo para a igualdade de direitos. "Casais de gays e lésbicas têm agora o direito de se casar, como todas as outras pessoas. #OAmorVence", disse o presidente. Ele fez um pronunciamento e disse que a decisão é uma "vitória para a América".

### Colômbia
Em 28 de abril de 2016, a Colômbia se tornou o quarto país na América do Sul de maioria católica a legalizar o casamento entre pessoas do mesmo sexo, atrás da Argentina, Uruguai e Brasil. O Tribunal Constitucional do país, por uma votação de 6-3, decidiu que "todas as pessoas são livres de escolher independentemente a constituir família de acordo com sua orientação sexual, "recebendo tratamento igual segundo a constituição e a lei".

### Alemanha

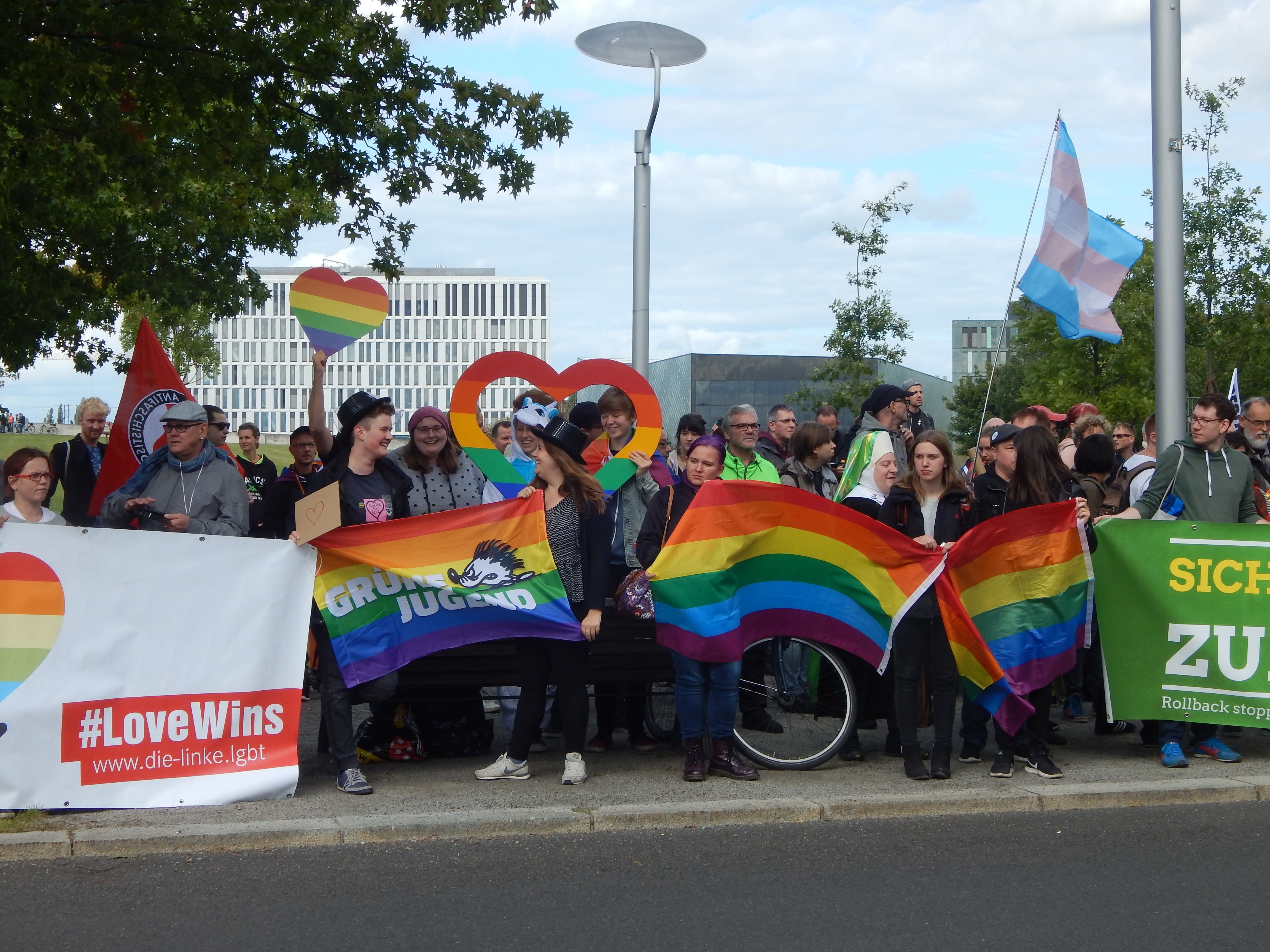
Apoiadores do casamento homoafetivo em frente ao prédio da Chancelaria Alemã em Berlim, 15 de setembro de 2017

No dia 1 de agosto de 2001, a Alemanha colocou em vigor a Lei de União Civil, também conhecida como Lei de Parceria Civil (LPartG), que tornou válida a união homoafetiva. Através desta lei, um casal homoafetivo na Alemanha passa a ser visto como uma família, tendo o direito de trocar os sobrenomes, alterar a classe de imposto de renda e ter o seu status civil alterado para "em uma parceria de vida". No entanto, a união civil de parceria de vida não permite que a família adote uma criança em conjunto, apenas individualmente. Embora as leis de união civil não façam referência à palavra casamento, esta união civil não se trata de uma declaração de união estável, como é normalmente confundida, mas sim de um conjunto de leis específicas que garantem os direitos e deveres da união homoafetiva registrados em cartórios para garantir a proteção e o direito como família homoafetiva pelo estado.
Em 29 de junho de 2017, após pressão de determinados partidos políticos, foi anunciado na mídia local alemã que o assunto seria revisto no parlamento alemão. No dia 30 de junho de 2017, com 393 votos a favor, o parlamento alemão decidiu de forma favorável sobre o direito de casamento igualitário. A decisão passou pela Câmara Alta da Alemanha no dia 7 de julho de 2017 também com o parecer positivo, faltando apenas a assinatura do Presidente da República. Após a assinatura do Presidente da República, a lei entra em vigor em três meses, tornando possível o casamento igualitário. O objetivo da revisão da lei era igualar, por completo, os direitos do casamento homoafetivo aos do não homoafetivo. Este debate foi pressionado pela campanha Ehe für Alle (Casamento para Todos, em português) após uma pesquisa feita pelo Instituto Federal Contra a Discriminação mostrar que mais de 82,6% da população alemã concorda que as leis de casamento deveriam ser estendidas aos casais homoafetivos, ao invés de existir uma lei específica para cada tipo de união.
Por fim, no dia 1 de outubro de 2017 entrou em vigor a lei que permite o casamento igualitário na Alemanha, com exatamente os mesmos direitos de casais heterossexuais. Com a entrada em vigor do casamento igualitário, a supracitada e anterior Lei de Parceria Civil (LPartG) da Alemanha criada em 1 de agosto de 2001 saiu automaticamente em vigor, sendo esta substituída pelo próprio casamento igualitário. Desta forma, a partir de 1 de outubro de 2017 não será mais possível reconhecer uma união homoafetiva através da Lei de Parceria Civil (LPartG), mas apenas através do próprio casamento. É importante lembrar que as uniões anteriores celebradas através da anterior Lei de Parceria Civil continuam válidas e poderão ser convertidas em casamento caso assim seja de vontade de ambos os cônjuges.

### Malta
O Parlamento de Malta votou quase unanimemente pela legalização do casamento entre pessoas do mesmo sexo em julho de 2017, apesar da oposição da Igreja Católica na pequena ilha mediterrânea.

### Austrália
Em 7 de dezembro de 2017, o Parlamento australiano aprovou uma legislação que permite que casais gays e lésbicas se casem legalmente. A aprovação veio apenas três semanas após os australianos votarem a favor da legalização do casamento entre pessoas do mesmo sexo, por uma margem de 62% a 38%, em um referendo nacional. Junto com a Nova Zelândia, a Austrália se tornou o segundo país na região da Ásia-Pacífico a tornar o casamento do mesmo sexo legal.

### Áustria
Em 1º de janeiro de 2019, a Áustria se juntou à grande maioria dos países da Europa Ocidental na legalização do casamento entre pessoas do mesmo sexo. O país concedeu aos casais gays e lésbicas o direito de entrar em uma parceria civil em 2010. Mas, em 2017, o mais alto tribunal da Áustria decidiu que essas parcerias eram discriminatórias. O tribunal também decidiu que, a menos que a legislatura do país aprovasse uma lei em contrário, gays e lésbicas deveriam ser autorizados a se casar até 1º de janeiro de 2019. A legislatura austríaca não agiu para se opor à decisão, levando aos primeiros casamentos do mesmo sexo no início de 2019.

### Taiwan

Situação das leis sobre o matrimônio igualitário na Ásia:
Casamento entre pessoas do mesmo sexo
Casamento entre pessoas do mesmo sexo reconhecido, mas não realizado
União Civil
Sem reconhecimento
Atividade homossexual ilegal
Sem reconhecimento (casamento homossexual proibido)
Restrições à liberdade de expressão
Punida, mas sem prisão
Prisão
Prisão perpétua
Pena de morte

Em 17 de maio de 2019, a legislatura de Taiwan aprovou um projeto de lei legalizando o casamento entre pessoas do mesmo sexo e tornando a nação-ilha o primeiro país da Ásia a permitir que gays e lésbicas se casem. A votação no Yuan Legislativo de Taiwan (o nome oficial do parlamento unicameral de Taiwan) foi motivada por uma decisão de 2017 do Tribunal Constitucional do país, que derrubou uma lei que definia o casamento como sendo entre um homem e uma mulher. O tribunal concedeu à legislatura do país o prazo limite de 24 de maio de 2019 para alterar as leis de casamento de Taiwan a fim de acomodar casais do mesmo sexo.

### Equador
No dia 12 de junho de 2019, o Tribunal Constitucional do Equador legalizou os casamentos homossexuais, conforme exigido por uma decisão da Corte Interamericana de Direitos Humanos de 2018.

### Costa Rica
Em 8 de agosto de 2018, a lei que proíbe o casamento homoafetivo na Costa Rica foi considerada inconstitucional pelo máximo Tribunal de Justiça do país, que ainda ordenou ao Congresso, de maioria composto por deputados evangélicos, a revogá-la durante um prazo de 18 meses. A resolução foi divulgada pela Sala Constitucional da Suprema Corte de Justiça (CSJ), acolhendo vários recursos de inconstitucionalidade apresentados contra um artigo do Código de Família que proíbe a união civil entre pessoas do mesmo sexo. A mais alta corte do país em 2018 decidiu que a lei do país que proíbe o casamento homossexual era inconstitucional e disse que a proibição seria anulada em 18 meses, a menos que a legislatura agisse antes disso, o que não aconteceu.

### Suíça
A Suíça aprovou, no dia 26 de setembro de 2021, o casamento civil entre pessoas do mesmo sexo. Em referendo, 64,1% dos eleitores votaram a favor do casamento gay. É um dos últimos países da Europa Ocidental a legalizar o casamento gay. Desde 2007 a Suíça permite que casais do mesmo sexo registrem parcerias, mas alguns direitos eram restritos. Com a decisão, casais homoafetivos poderão adotar, casais de lésbicas poderão ter filhos a partir da doação regulamentada de esperma e a obtenção de cidadania para companheiros do mesmo sexo será facilitada. A nova lei vale a partir de 1 de julho de 2022.

### Chile
O Congresso e o Senado chilenos aprovaram, no dia 7 de dezembro de 2021, o casamento entre pessoas do mesmo sexo. A lei que autoriza o casamento igualitário foi revisada pela Comissão de Constituição do Senado antes de ir à plenário. No dia 9 de dezembro, o presidente Sebastián Piñera promulgou a lei, que entrou em vigor no dia 10 de março de 2022.

### Eslovênia
O matrimônio igualitário na Eslovênia é legal desde o dia 8 de julho de 2022 de acordo com uma decisão do Tribunal Constitucional do país. O tribunal decidiu que a proibição de casamentos entre pessoas do mesmo sexo violava a Constituição nacional e deu ao Parlamento esloveno seis meses para aprovar a legislação, embora a decisão tenha entrado em vigor imediatamente. A Eslovênia foi o primeiro país da ex-Iugoslávia a legalizar o casamento entre pessoas do mesmo sexo, o primeiro do antigo Bloco Oriental (excluindo a Alemanha Oriental), o 18º na Europa e o 31º em todo o mundo. Anteriormente, um projeto de lei para este fim havia sido aprovado pelo Parlamento no dia 3 de março de 2015; no entanto, foi rejeitado em um referendo realizado no dia 20 de dezembro de 2015.
A Eslovênia reconhece as parcerias desde 24 de fevereiro de 2017. Estas conferem aos parceiros do mesmo sexo todos os direitos legais do casamento, com exceção da adoção conjunta e da fertilização in vitro. Anteriormente, o país havia reconhecido uma forma mais limitada de parcerias registradas para casais do mesmo sexo, que dava aos parceiros do mesmo sexo acesso a pensões e direitos de propriedade.

### Andorra
O casamento entre pessoas do mesmo sexo em Andorra se tornou legal no dia 17 de fevereiro de 2023. O principado estabeleceu as primeiras uniões estáveis em 23 de março de 2005, proporcionando aos casais do mesmo sexo alguns dos direitos e benefícios do casamento, e mais tarde promulgou sindicato civils em 25 de dezembro de 2014, oferecendo um conjunto maior de direitos. No dia 21 de julho de 2022, o Conselho Geral votou pela abertura do casamento civil a casais do mesmo sexo. A lei foi promulgada pelo co-príncipe Emmanuel Macron em 17 de agosto de 2022 e entrou em vigor seis meses depois (ou seja, 17 de fevereiro de 2023).

### Cuba

Situação das leis sobre o matrimônio igualitário na América Central e Caribe:
Casamento homossexual reconhecido
Uniões civis reconhecidas
Coabitação homossexual reconhecida
País sujeito à decisão da CIDH
Não reconhecido ou status desconhecido
Casamento homossexual proibido

O matrimônio igualitário em Cuba é legal desde o dia 27 de setembro de 2022, depois que a maioria dos eleitores da ilha aprovou a legalização do casamento entre pessoas do mesmo sexo em um referendo dois dias antes. A Constituição de Cuba proibiu o casamento entre pessoas do mesmo sexo até 2019 e, em maio do mesmo ano, o governo anunciou planos para legalizar o procedimento. Um projeto de código familiar contendo disposições que permitem que casais do mesmo sexo se casem e adotem foi aprovado pela Assembleia Nacional do Poder Popular no dia 21 de dezembro de 2021. O texto ficou sob consulta pública até o dia 6 de junho de 2022 e foi aprovado pela Assembleia em 22 de julho de 2022. A medida foi aprovada por dois terços dos eleitores em um referendo realizado no dia 25 de setembro de 2022. O presidente Miguel Díaz-Canel assinou o novo Código da Família em 26 de setembro e entrou em vigor após a publicação no Diário Oficial do dia seguinte.
Cuba é a primeira nação independente do Caribe, o oitavo país da América Latina, o primeiro Estado comunista, o segundo do antigo Bloco Oriental (excluindo a Alemanha Oriental), e o 32º país do mundo a legalizar o dispositivo de matrimônio igualitário.

### México
O casamento entre pessoas do mesmo sexo no México é realizado em todo o país desde 2022, porém o dispositivo ocorre desde agosto de 2010, em específico na capital do país, Cidade do México, e os matrimônios realizados fora do país são reconhecidos pelos 31 estados mexicanos, sem exceção, além dos direitos conjugais fundamentais (tais como pagamentos de pensão alimentícia, direitos de herança, e a cobertura dos cônjuges pelo sistema de segurança social federal) também se aplicarem a casais do mesmo sexo em todo o país.

### Estônia
O casamento entre pessoas do mesmo sexo logo se tornará legal na Estônia. Eleito nas eleições de março de 2023, o governo formado pelo Partido Reformista, os Social-democratas e o Estónia 200 prometeram legalizar o casamento entre pessoas do mesmo sexo. A legislação foi apresentada ao Riigikogu em maio de 2023 e foi aprovada em uma leitura final por 55 votos a 34 em 20 de junho. Foi sancionada pelo presidente Alar Karis em 27 de junho e entrará em vigor em 1º de janeiro de 2024, se tornando, assim, no primeiro país pós-soviético a legalizar o dispositivo.
A Estônia reconhece as parcerias registradas entre pessoas do mesmo sexo desde 1º de janeiro de 2016. Essas uniões fornecem aos casais do mesmo sexo alguns dos direitos, benefícios e obrigações do casamento.

### Nepal
O casamento entre pessoas do mesmo sexo é legal no Nepal desde 28 de junho de 2023, de acordo com uma decisão de 1 a 0 da Suprema Corte. Em 2011 e 2012, enquanto o país passava por uma transição política, houve uma tentativa de adicionar uma linguagem inclusiva LGBT+ à proposta de constituição. No entanto, as negociações entre as facções políticas falharam na primavera de 2012 e a redação de uma nova constituição foi suspensa até que novas eleições fossem realizadas. Uma constituição foi aprovada pela Assembleia Constituinte em 16 de setembro de 2015, e, embora inclua várias disposições relativas aos direitos das pessoas LGBT+, não trata de casamentos entre pessoas do mesmo sexo.
Em outubro de 2017, a Suprema Corte ordenou que o Departamento de Imigração emitisse um visto de cônjuge para o cônjuge americano do mesmo sexo de um nepalês. Em março de 2023, a Suprema Corte do Nepal ordenou que o governo reconhecesse o casamento entre pessoas do mesmo sexo realizado na Alemanha e instruiu o Parlamento Federal a legalizar o casamento entre pessoas do mesmo sexo no Nepal.
Em 28 de junho de 2023, um único juiz do tribunal Til Prasad Shrestha legalizou o casamento entre pessoas do mesmo sexo em todo o país, se tornando no primeiro país menos desenvolvido a legalizá-lo. O país ainda não aprovou uma lei nacional de matrimônio igualitário.

### Grécia
A Grécia reconhece e pratica o casamento entre pessoas do mesmo sexo desde 2024 e acordos de coabitação desde 2015. A legislação que reconhece a coabitação foi aprovada pelo Parlamento Helênico em 23 de dezembro de 2015 e publicada no Diário do Governo no dia seguinte. Em julho de 2023, o governo reeleito liderado pelo partido Nova Democracia anunciou sua intenção de legalizar o casamento entre pessoas do mesmo sexo.

### Liechtenstein
Liechtenstein reconhece parcerias registradas entre pessoas do mesmo sexo desde 1 de setembro de 2011, após aprovação pelos eleitores em um referendo. Liechtenstein foi o segundo país do mundo a aprovar uma lei de parceria por referendo, depois da Suíça em 2005.
Em novembro de 2022, o Landtag aprovou uma moção pedindo ao governo que apresentasse um projeto de lei que legalizasse o casamento entre pessoas do mesmo sexo, com amplo apoio de todo espectro político. No dia 11 de agosto de 2022, o Príncipe Alois disse que o casamento entre pessoas do mesmo sexo "não é um grande problema", e as pesquisas de opinião mostram que a maioria do público da pequena nação apoia o casamento entre pessoas do mesmo sexo. Um projeto de lei que legaliza o casamento entre pessoas do mesmo sexo foi aprovado em primeira leitura no dia 8 de março de 2024 por 24 votos a 1. A sua leitura final foi aprovada em 16 de maio de 2024 e o dispositivo entrou em vigor no dia 1 de janeiro de 2025.

### Tailândia
Em 23 de janeiro de 2025, a Tailândia passou a reconhecer os casamentos entre pessoas do mesmo sexo 120 dias após a Lei de Igualdade no Casamento receber o consentimento real, o que é considerado uma formalidade e é publicado no Royal Gazette. Anteriormente, a Tailândia não reconhecia o casamento entre pessoas do mesmo sexo, uniões civis, união de facto, coabitações não registradas ou qualquer outra forma de união entre pessoas do mesmo sexo.  Vários projetos de lei sobre parcerias civis e casamento entre pessoas do mesmo sexo já haviam sido apresentados pelo gabinete tailandês, mas não foram aprovados no parlamento.
A nova legislação sobre casamento entre pessoas do mesmo sexo, apoiada pelo governo e pelos principais partidos da oposição, foi introduzida em novembro de 2023 e aprovada pela Câmara dos Representantes por 400 a 10 em 27 de março de 2024, e pelo Senado por 130 a 4 em 18 de junho de 2024. Após o consentimento real do Rei Rama X, o Código Civil e Comercial passa a substituir os termos “homem e mulher” e “marido e mulher” por “particulares” e “cônjuges”. A lei também legalizou que casais do mesmo sexo adotem crianças. Portanto, a Tailândia se tornou o primeiro país do Sudeste Asiático e o terceiro país asiático a legalizar o casamento entre pessoas do mesmo sexo, depois de Taiwan e do Nepal.

## Outros tipos de uniões
Os estatutos legais de união civil, parceria civil, união de facto, parceria registrada, parceria não registrada e coabitação não registrada oferecem vários benefícios legais do casamento civil e estão disponíveis para casais do mesmo sexo em: Andorra, Alemanha, Argentina, Austrália, Áustria, Brasil, Chile, Chipre, Colômbia, Croácia, República Checa, Equador, Eslovênia, Estônia, Finlândia, França, Grécia, Hungria, Israel, Liechtenstein, Luxemburgo, Malta, Nova Zelândia, Suíça, Reino Unido e Uruguai.
Esses tipos de uniões também estão disponíveis em algumas partes do México (Cidade do México, Coahuila, Jalisco, Colima, Campeche e Michoacán) e Estados Unidos (Califórnia, Delaware, Havaí, Illinois, Maine, Nova Jersey, Nevada, Oregon, Rhode Island, Wisconsin, Washington e Distrito de Colúmbia). Em alguns países com esses reconhecimentos legais, os benefícios reais são mínimos. Muitas pessoas consideram as uniões civis inadequadas, mesmo aquelas que concedem direitos iguais, porque elas criam um estatuto próprio e deveriam ser substituídas por um gênero neutro de casamento.

## Opinião pública

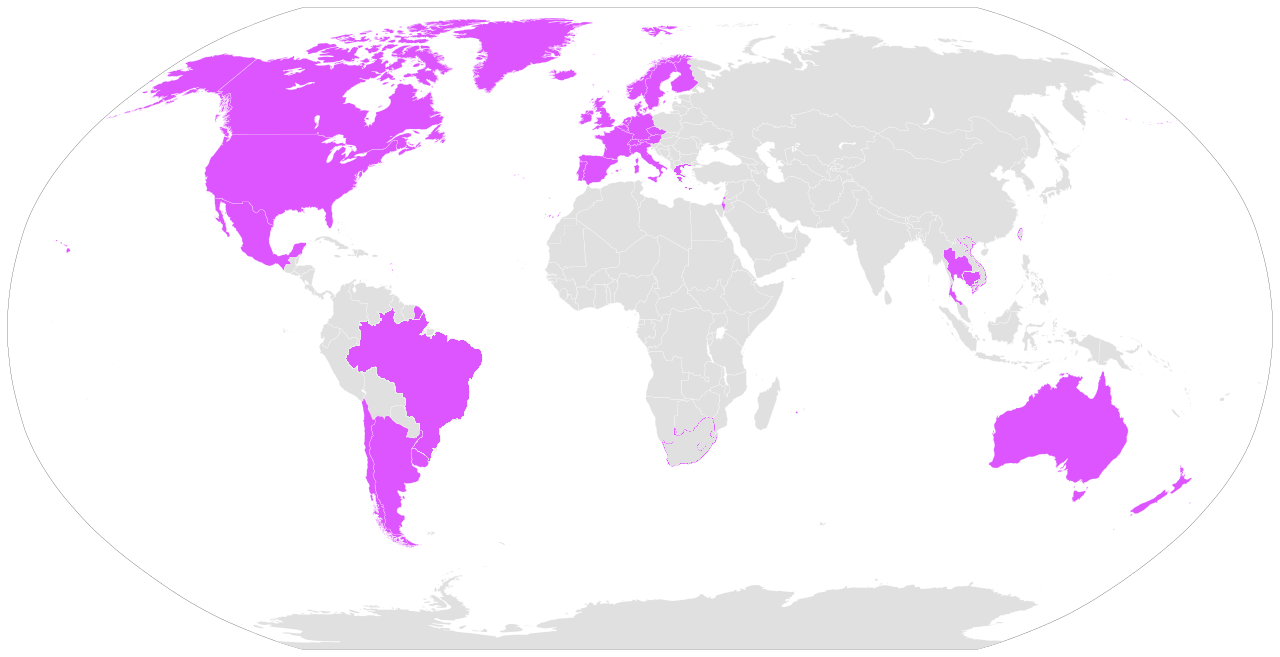
Países onde a maioria da população é favorável ao casamento entre pessoas do mesmo sexo

Diversos argumentos foram apresentados a favor de casamento homossexual:
- Negar a casais do mesmo sexo o acesso ao matrimônio e a todos os seus benefícios legais conexos representa discriminação baseada na orientação sexual, afirmação com a qual concordam várias organizações científicas dos Estados Unidos;[126][127][128]
- O bem-estar financeiro, psicológico e físico são reforçados pelo casamento e filhos de casais do mesmo sexo podem se beneficiar de serem criados por dois pais ou duas mães dentro de uma união legalmente reconhecida e apoiada por instituições da sociedade;[129][130][131]
- Manter homens e mulheres homossexuais como inelegíveis para o casamento, tanto os estigmatiza quanto impulsiona a discriminação pública contra eles, conforme afirmam documentos judiciais movidos por associações científicas americanas;[132]
- A Associação Americana de Antropologia assevera que pesquisas em ciências sociais não apoiam a visão de que a civilização ou ordens sociais viáveis dependam do não reconhecimento do casamento homossexual.[133]

Outros argumentos se baseiam em tratar o assunto como uma questão de direitos humanos universais, preocupações com a saúde física e mental, igualdade perante a lei e o objetivo de normalizar as relações LGBT.
Vários outros autores atribuem a oposição ao casamento do mesmo sexo à homofobia ou ao heterossexismo e comparam tal oposição às antigas proibições aos casamentos inter-raciais. Em 2012, Barack Obama, então presidente dos Estados Unidos, anunciou seu apoio ao casamento homossexual, tornando-se o primeiro presidente americano a fazê-lo.
| País                   | Instituto                           | Ano  | A Favor | Contra | Não sabe/Neutro/Sem Resposta/Outro | Fonte   |
| ---------------------- | ----------------------------------- | ---- | ------- | ------ | ---------------------------------- | ------- |
| Argélia                | ILGA                                | 2016 | 10%     | 71%    | 20%                                | [ 144 ] |
| Argentina              | Americasbarometer                   | 2017 | 66%     | 26%    | 8%                                 | [ 145 ] |
| Armênia                | Интеграция и развитие               | 2013 | 2%      | 96%    | 2%                                 | [ 146 ] |
| Austrália              | ONG Australia                       | 2017 | 72%     | 28%    | %                                  | [ 147 ] |
| Áustria                | IMAS                                | 2015 | 55%     | 38%    | 7%                                 | [ 148 ] |
| Bahamas                | Public Domain                       | 2014 | 7%      | 90%    | 3%                                 | [ 149 ] |
| Bielorrússia           | NAS                                 | 2015 | 4%      | 87%    | 9%                                 | [ 150 ] |
| Belize                 | Vanderbilt University               | 2010 | 18%     | 82%    | -                                  | [ 151 ] |
| Bélgica                | Eurobarometer                       | 2015 | 77%     | 20%    | 3%                                 | [ 152 ] |
| Bermudas               | Global Research                     | 2016 | 41%     | 49%    | 10%                                | [ 153 ] |
| Brasil                 | AmericasBarometer/IBGE/IBOPE        | 2019 | 64%     | 32%    | 4%                                 | [ 145 ] |
| Bolívia                | Pew Research Center                 | 2014 | 22%     | 67%    | 11%                                | [ 154 ] |
| Bulgária               | Eurobarometer                       | 2015 | 17%     | 68%    | 15%                                | [ 152 ] |
| Canadá                 | Forum Research                      | 2015 | 70%     | 22%    | 8%                                 | [ 155 ] |
| Chile                  | The Environics Institute            | 2017 | 59%     | 34%    | 6%                                 | [ 145 ] |
| China                  | ILGA                                | 2016 | 31%     | 30%    | 39%                                | [ 144 ] |
| Colômbia               | Gallup                              | 2016 | 40%     | 57%    | 3%                                 | [ 156 ] |
| Costa Rica             | Pew Research Center                 | 2014 | 29%     | 61%    | 10%                                | [ 154 ] |
| Croácia                | ILGA                                | 2016 | 36%     | 44%    | 20%                                | [ 144 ] |
| Chipre                 | Eurobarometer                       | 2015 | 37%     | 56%    | 7%                                 | [ 152 ] |
| República Tcheca       | CVVM                                | 2016 | 51%     | 43%    | 6%                                 | [ 157 ] |
| Dinamarca              | Eurobarometer                       | 2015 | 87%     | 9%     | 4%                                 | [ 152 ] |
| República Dominicana   | Pew Research Center                 | 2014 | 25%     | 72%    | 3%                                 | [ 154 ] |
| Equador                | Pew Research Center                 | 2014 | 16%     | 74%    | 10%                                | [ 154 ] |
| Egito                  | ILGA                                | 2016 | 16%     | 58%    | 26%                                | [ 144 ] |
| El Salvador            | Pew Research Center                 | 2014 | 11%     | 81%    | 8%                                 | [ 154 ] |
| Estónia                | Eurobarometer                       | 2015 | 31%     | 58%    | 11%                                | [ 152 ] |
| Finlândia              | Eurobarometer                       | 2015 | 66%     | 28%    | 6%                                 | [ 152 ] |
| França                 | ILGA                                | 2016 | 41%     | 30%    | 29%                                | [ 144 ] |
| Geórgia                | NDI                                 | 2012 | 6%      | 89%    | 4%                                 | [ 158 ] |
| Alemanha               | ADS                                 | 2017 | 83%     | 17%    | -                                  | [ 72 ]  |
| Gana                   | ILGA                                | 2016 | 20%     | 60%    | 20%                                | [ 144 ] |
| Grécia                 | Focus Bari                          | 2015 | 56%     | 35%    | 9%                                 | [ 159 ] |
| Guatemala              | Pew Research Center                 | 2014 | 12%     | 82%    | 6%                                 | [ 154 ] |
| Guiana                 | CADRES                              | 2013 | 14%     | 76%    | 10%                                | [ 160 ] |
| Honduras               | Pew Research Center                 | 2014 | 13%     | 83%    | 4%                                 | [ 154 ] |
| Hungria                | Eurobarometer                       | 2015 | 39%     | 53%    | 8%                                 | [ 152 ] |
| Islândia               | Gallup                              | 2004 | 87%     | -      | -                                  | [ 161 ] |
| Índia                  | ILGA                                | 2016 | 35%     | 35%    | 30%                                | [ 144 ] |
| Indonésia              | ILGA                                | 2016 | 14%     | 69%    | 17%                                | [ 144 ] |
| Irlanda                | ILGA                                | 2016 | 64%     | 18%    | 18%                                | [ 144 ] |
| Israel                 | ILGA                                | 2016 | 49%     | 27%    | 24%                                | [ 144 ] |
| Itália                 | ILGA                                | 2016 | 43%     | 35%    | 22%                                | [ 144 ] |
| Iraque                 | ILGA                                | 2016 | 22%     | 50%    | 28%                                | [ 144 ] |
| Jamaica                | ILGA                                | 2016 | 16%     | 54%    | 30%                                | [ 144 ] |
| Japão                  | ILGA                                | 2016 | 33%     | 27%    | 40%                                | [ 144 ] |
| Jordânia               | ILGA                                | 2016 | 14%     | 62%    | 23%                                | [ 144 ] |
| Casaquistão            | ILGA                                | 2016 | 12%     | 66%    | 21%                                | [ 144 ] |
| Quênia                 | ILGA                                | 2016 | 21%     | 62%    | 17%                                | [ 144 ] |
| Letônia                | Eurobarometer                       | 2015 | 19%     | 76%    | 5%                                 | [ 152 ] |
| Lituânia               | Vilmorus                            | 2016 | 7%      | 80%    | 13%                                | [ 162 ] |
| Luxemburgo             | Eurobarometer                       | 2015 | 75%     | 20%    | 5%                                 | [ 152 ] |
| Malásia                | ILGA                                | 2016 | 30%     | 47%    | 23%                                | [ 144 ] |
| Malta                  | Eurobarometer                       | 2015 | 65%     | 29%    | 6%                                 | [ 152 ] |
| México                 | The Environics Institute            | 2017 | 51%     | 40%    | 9%                                 | [ 145 ] |
| Moldávia               | IPP                                 | 2014 | 6%      | 87%    | 7%                                 | [ 163 ] |
| Marrocos               | ILGA                                | 2016 | 14%     | 65%    | 21%                                | [ 144 ] |
| Países Baixos          | ILGA                                | 2016 | 64%     | 19%    | 17%                                | [ 144 ] |
| Nova Zelândia          | ILGA                                | 2016 | 57%     | 22%    | 21%                                | [ 144 ] |
| Nicarágua              | Pew Research Center                 | 2014 | 16%     | 77%    | 7%                                 | [ 154 ] |
| Nigéria                | ILGA                                | 2016 | 21%     | 62%    | 18%                                | [ 144 ] |
| Noruega                | Ipsos                               | 2013 | 78%     | 17%    | 4%                                 | [ 164 ] |
| Paquistão              | ILGA                                | 2016 | 30%     | 51%    | 19%                                | [ 144 ] |
| Panamá                 | Pew Research Center                 | 2014 | 23%     | 72%    | 5%                                 | [ 154 ] |
| Paraguai               | Pew Research Center                 | 2014 | 15%     | 80%    | 5%                                 | [ 154 ] |
| Peru                   | CPI                                 | 2017 | 13%     | 82%    | 4%                                 | [ 165 ] |
| Filipinas              | ILGA                                | 2016 | 25%     | 52%    | 24%                                | [ 144 ] |
| Polónia                | ILGA                                | 2016 | 30%     | 45%    | 25%                                | [ 144 ] |
| Portugal               | ILGA                                | 2016 | 53%     | 27%    | 21%                                | [ 144 ] |
| Roménia                | Eurobarometer                       | 2015 | 21%     | 69%    | 10%                                | [ 152 ] |
| Rússia                 | ILGA                                | 2016 | 13%     | 61%    | 20%                                | [ 144 ] |
| Arábia Saudita         | ILGA                                | 2016 | 18%     | 58%    | 24%                                | [ 144 ] |
| Sérvia                 | ILGA                                | 2016 | 21%     | 55%    | 24%                                | [ 144 ] |
| Singapura              | OSC                                 | 2013 | 21%     | 55%    | 24%                                | [ 166 ] |
| Eslováquia             | Eurobarometer                       | 2015 | 24%     | 69%    | 7%                                 | [ 152 ] |
| Eslovênia              | Ninamedia                           | 2015 | 38%     | 50%    | 12%                                | [ 167 ] |
| África do Sul          | Ipsos                               | 2015 | 45%     | 42%    | 13%                                | [ 168 ] |
| Coreia do Sul          | Ipsos                               | 2015 | 27%     | 47%    | 26%                                | [ 168 ] |
| Espanha                | ILGA                                | 2016 | 63%     | 20%    | 17%                                | [ 144 ] |
| Sudão                  | ILGA                                | 2014 | 29%     | 43%    | 29%                                | [ 169 ] |
| Suriname               | Vanderbilt University               | 2010 | 20%     | 80%    | -                                  | [ 151 ] |
| Suécia                 | Eurobarometer                       | 2015 | 90%     | 7%     | 3%                                 | [ 152 ] |
| Suíça                  | Pink Cross                          | 2016 | 69%     | 25%    | 6%                                 | [ 170 ] |
| Síria                  | ILGA                                | 2014 | 21%     | 56%    | 24%                                | [ 169 ] |
| Taiwan                 | Taiwanese Public Opinion Foundation | 2016 | 38%     | 56%    | 6%                                 | [ 171 ] |
| Tailândia              | NIDA Poll                           | 2015 | 59%     | 35%    | 6%                                 | [ 172 ] |
| Trindade e Tobago      | ILGA                                | 2016 | 22%     | 50%    | 29%                                | [ 144 ] |
| Tunísia                | ILGA                                | 2014 | 18%     | 62%    | 21%                                | [ 169 ] |
| Turquia                | Ipsos                               | 2015 | 27%     | 54%    | 19%                                | [ 168 ] |
| Uganda                 | ILGA                                | 2016 | 15%     | 63%    | 22%                                | [ 144 ] |
| Ucrânia                | ILGA                                | 2016 | 13%     | 60%    | 27%                                | [ 144 ] |
| Emirados Árabes Unidos | ILGA                                | 2016 | 19%     | 59%    | 22%                                | [ 144 ] |
| Reino Unido            | YouGov                              | 2016 | 56%     | 27%    | 17%                                | [ 173 ] |
| Estados Unidos         | Gallup                              | 2016 | 61%     | 37%    | 2%                                 | [ 174 ] |
| Uruguai                | Pew Research Center                 | 2014 | 62%     | 31%    | 7%                                 | [ 154 ] |
| Venezuela              | Pew Research Center                 | 2014 | 28%     | 61%    | 11%                                | [ 154 ] |
| Vietname               | ILGA                                | 2016 | 45%     | 25%    | 30%                                | [ 144 ] |
| Zimbabwe               | ILGA                                | 2016 | 19%     | 59%    | 22%                                | [ 144 ] |

### Casamento homossexual e religião

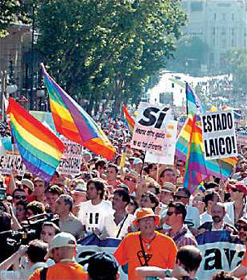
Manifestantes comemorando a aprovação do casamento entre pessoas do mesmo sexo na Espanha, país de maioria católica.

No final do século XX, com o crescimento do movimento de direitos LGBT no Ocidente, surgiram algumas igrejas inclusivas, ou seja, igrejas cristãs com uma abertura a pessoas LGBTs, se opondo às religiões tradicionais que até então pregavam a homossexualidade como um pecado. Tais denominações religiosas consideram que a Bíblia foi escrita em um contexto sócio-histórico diferente, carregando consigo uma série de hábitos culturais de um outro povo e tempo, e que, por isso, algumas de suas doutrinas podem ser equivocadas na atualidade.
A primeira igreja inclusiva a surgir foi a Igreja da Comunidade Metropolitana (ICM), nos Estados Unidos em 1968, ganhando força com a Rebelião de Stonewall e se consolidando nas duas décadas seguintes na luta contra a aids. No Brasil, a primeira igreja inclusiva foi a Igreja Presbiteriana Bethesda em 1990 em Copacabana, liderada pelo pastor Nehemias Marien, o qual acabou expulso alguns anos depois e sua igreja fechada. Apenas nos anos 2000 houve início à abertura das igrejas inclusivas inspiradas na ICM, entre elas a Igreja Cristã Contemporânea (no Rio de Janeiro), a Comunidade Cidade de Refúgio e a Comunidade Cristã Nova Esperança (ambas em São Paulo).

### Posição da comunidade científica
Os efeitos do casamento homossexual de acordo com algumas das principais organizações científicas internacionais:
A Associação Americana de Psicologia disse:
a instituição do casamento civil confere um estatuto social e importantes benefícios legais, direitos e privilégios. [...] Casais do mesmo sexo não têm acesso igual ao casamento civil. [...] Casais do mesmo sexo que entram em uma união civil não têm acesso igual a todos os benefícios, direitos e privilégios previstos por lei federal para casais. [...] Os benefícios, direitos e privilégios associados a parcerias domésticas não estão universalmente disponíveis, não são iguais aos associados com o casamento e raramente são mantidos. [...] A negação do acesso ao casamento a casais do mesmo sexo pode prejudicar principalmente as pessoas que também sofrem discriminação com base em idade, raça, etnia, deficiência, gênero e identidade de gênero, religião e situação socioeconômica [...] a APA acredita que é injusto e discriminatório negar aos casais do mesmo sexo o acesso legal ao casamento civil e a todos os seus benefícios, direitos e privilégios conexos."
A Associação Sociológica Americana afirmou

"[...] uma emenda constitucional definindo o casamento como algo entre um homem e uma mulher intencionalmente discrimina gays e lésbicas, assim como seus filhos e outros dependentes, por negar o acesso às proteções, benefícios e responsabilidades prorrogadas automaticamente para casais [...] acreditamos que a justificativa oficial para a proposta de emenda constitucional é baseada em preconceitos, em vez de pesquisas empíricas [...] a Associação Sociológica Americana se opõe fortemente à proposta de emenda constitucional para definir o casamento como estritamente entre um homem e uma mulher".
A Associação Canadense de Psicologia disse:

"a literatura (incluindo a literatura que os opositores do casamento de casais do mesmo sexo parecem confiar) indica que o bem-estar "financeiro, psicológico e físico dos pais é reforçado pelo casamento e que isso é benéfico para as crianças que são criadas por dois pais dentro de uma união legalmente reconhecida. Como a ACP declarou em 2003, os fatores estressores encontrados por pais homossexuais e seus filhos são mais prováveis como resultado da forma como a sociedade os trata do que por causa de eventuais irregularidades na aptidão para a parentalidade. A ACP reconhece e valoriza as pessoas e instituições que têm direito às suas opiniões e posições sobre esta questão. No entanto, a ACP está preocupada que alguns desses grupos estejam interpretando mal os resultados da pesquisa psicológica para suportar as suas posições, quando as suas posições são mais precisamente baseadas em outros sistemas de crenças ou valores. A ACP afirma que as crianças só têm a se beneficiar com o bem-estar obtido quando a relação de seus pais é reconhecida e apoiada por instituições da sociedade".
A Associação Americana de Antropologia afirmou:

os resultados de mais de um século de pesquisas antropológicas sobre famílias e relações de parentesco, através de culturas e ao longo do tempo, não fornecem qualquer apoio para a visão de que tanto a civilização em si ou ordens sociais viáveis dependam que o casamento seja uma instituição exclusivamente heterossexual. Em vez disso, a pesquisa antropológica leva à conclusão de que uma vasta gama de tipos de famílias, incluindo famílias construídas sobre casais do mesmo sexo, podem contribuir para sociedades humanas e estáveis".
E a Royal College of Psychiatrists do Reino Unido disse:

"[...] lésbicas, gays e bissexuais são e devem ser considerados como membros valiosos da sociedade que têm exatamente os mesmos direitos e responsabilidades que todos os outros cidadãos. Isto inclui [...] os direitos e as responsabilidades envolvidas em uma parceria civil[...] (a instituição usa o termo "parceria civil" para se referir ao casamento homossexual).